# Aldo Moser
Aldo Moser (* 7. Februar 1934 in Palù di Giovo; † 2. Dezember 2020 in Trient) war ein italienischer Radrennfahrer.

## Sportliche Laufbahn
1953 siegte er als Amateur im Piccolo Giro di Lombardia.
Als Zwanzigjähriger machte Aldo Moser durch einen 13. Platz bei der Straßenweltmeisterschaft 1954 in Solingen erstmals auf sich aufmerksam und wechselte noch im selben Jahr zu den Profis, wo er die Coppa Agostoni gewann, was zugleich sein erster Sieg als Berufsfahrer war. 1955 siegte er beim Gran Premio Industria e Commercio di Prato. Zweimal – 1958 und 1959 – gewann er den Trofeo Baracchi, beide Male mit Ercole Baldini, und 1963 die Coppa Bernocchi. Zudem war er der beste Einzelzeitfahrer beim Grand Prix des Nations 1959. 1960 gewann er das Einzelzeitfahren Manche–Océan.
1955 wurde Moser Sechster in der Gesamtwertung des Giro d’Italia, 1958 Zehnter. 1969 belegte er einen siebten Platz in der Gesamtwertung des Giro. 1971 trug er für einen Tag die Maglia Rosa. In seiner langen Laufbahn konnte er insgesamt 14 Siege erringen.

## Familiäres
Er war knapp 20 Jahre lang Berufsfahrer und der älteste der radfahrenden Moser-Brüder, Diego, Enzo und Francesco. 1973 bestritt er seine letzte Saison an der Seite des späterhin erfolgreichsten der Moser-Familie, Francesco, sowie Enzo und Diego. Auch drei seiner Neffen waren Radsportler, darunter Leonardo Moser sowie dessen Bruder Moreno.
Aldo Moser starb im Alter von 86 Jahren im Krankenhaus von Trient nach einer COVID-19-Erkrankung.